# Jakob Ernst von Liechtenstein-Kastelkorn
Jakob Ernst von Liechtenstein-Kastelkorn (Hertwigswalde, 14 febbraio 1690 – Salisburgo, 12 giugno 1747) è stato un arcivescovo cattolico austriaco, vescovo di Seckau, principe-vescovo di Olomouc e principe-arcivescovo di Salisburgo. Conosciuto come Giacomo II a Seckau, Giacomo I a Olomouc ed a Salisburgo.

## Biografia
Jakob Ernst von Liechtenstein-Kastelkorn era originario di una famiglia originaria dell'Alto Adige, quella dei conti di Liechtenstein-Kastelkorn. Suoi genitori furono Franz von Liechtenstein-Kastelkorn, ambasciatore imperiale e la baronessa Katharina Pawlowska.
Jakob Ernst studiò filosofia e giurisprudenza a Brno ed a Olomouc. Successivamente decise di intraprendere la carriera ecclesiastica, nel 1709 ricevette il canonicato di Olomouc e studiò dal 1709 al 1712 come alunno del Collegium Germanicum a Roma, dove ottenne il dottorato in teologia. Dopo che nel 1713 ricevette l'ordinazione sacerdotale a Roma collaborò per diversi anni con la cancelleria vescovile di Olomouc e divenne allo stesso tempo arcidiacono ad Opava. Nel 1717, dopo la rinuncia del fratello, divenne canonico della cattedrale di Salisburgo, dove divenne prevosto del Capitolo.

### Vescovo di Seckau
Jakob Ernst von Liechtenstein-Kastelkorn divenne il successore di Leopold Anton von Firmian, arcivescovo di Salisburgo, all'episcopato di Seckau. La consacrazione a vescovo gli fu impartita il 14 marzo 1728 direttamente dal suo predecessore nell'incarico.
Allo stesso tempo egli divenne vicario generale dell'arcivescovo di Salisburgo per i distretti della Marca di Stiria e di Wiener Neustadt.

### Vescovo di Olomouc
Alla morte dell'arcivescovo di Olomouc Wolfgang Hannibal von Schrattenbach, il capitolo della cattedrale locale lo scelse quale successore al soglio episcopale l'11 ottobre 1738. La conferma papale gli pervenne il 26 gennaio 1739.
Dopo l'occupazione prussiana di Olomouc del 1742, creò molti posti di lavoro per gli abitanti locali. Il 12 maggio 1743 incoronò Maria Teresa d'Austria nel Duomo di Praga col titolo di Regina di Boemia.

### Principe-arcivescovo di Salisburgo
Alla morte dell'arcivescovo salisburghese Leopold Anton von Firmian il capitolo della cattedrale lo elesse il 13 gennaio 1745 quale suo successore.
Alla sua morte venne sepolto nella cripta della Cattedrale di Salisburgo.

## Genealogia episcopale e successione apostolica
La genealogia episcopale è:
- Cardinale  Guillaume d'Estouteville, O.S.B. Clun.
- Papa Sisto IV
- Papa Giulio II
- Cardinale Raffaele Sansone Riario
- Papa Leone X
- Papa Paolo III
- Cardinale Francesco Pisani
- Cardinale Alfonso Gesualdo
- Papa Clemente VIII
- Cardinale Pietro Aldobrandini
- Cardinale Laudivio Zacchia
- Cardinale Antonio Barberini, O.F.M. Cap.
- Cardinale Marcantonio Franciotti
- Papa Innocenzo XII
- Cardinale Leopold Karl von Kollonitsch-Lipót
- Cardinale Johann Philipp von Lamberg
- Arcivescovo Franz Anton von Harrach zu Rorau
- Arcivescovo Leopold Anton von Firmian
- Arcivescovo Jakob Ernst von Liechtenstein-Kastelkorn

La successione apostolica è:
- Vescovo Franz Karl Eusebius von Waldburg-Friedberg-Trauchburg (1746)

## Stemma
| Immagine | Blasonatura                                                                 |
| -------- | --------------------------------------------------------------------------- |
| \| \|    | Jakob Ernst von Liechtenstein-Kastelkorn Principe-arcivescovo di Salisburgo |
|          |                                                                             |